# Anton Johann Hinüber
Anton Johann Hinüber (auch: Anthon Johann Hinuber; * 21. April 1655 in Hannover; 21. April 1719 ebenda) war Kurhannoverscher Oberpostmeister und Besitzer des hannoverschen Posthofes.

## Leben
Anton Johann Hinüber wurde wenige Jahre nach dem Dreißigjährigen Krieg 1655 in der Residenzstadt des seinerzeitigen Fürstentums Calenberg-Göttingen geboren als Mitglied der später in den Adelsstand erhobenen Familie von Hinüber. Er war Sohn des fürstlichen Postmeisters Hans Hinüber und dessen 1634 geheirateten Ehefrau Justine Meyer (1630–1687).
Der Kurhannoversche Oberpostmeister und Besitzer des hannoverschen Posthofes ist durch seine vielfachen Erwähnungen in der Korrespondenz des Universalgelehrten Gottfried Wilhelm Leibniz, der Ende 1697 auch persönlich an Hinüber schrieb, Teil des Weltdokumentenerbes der UNESCO.

## Familie
Hinüber war verheiratet mit Elisabeth Margarethe Schröder († 1689) beziehungsweise mit der am 2. Mai 1682 in Hannover angetrauten Ilse Margarethe Schröder (* 17. März 1659 in Hannover; † 26. Mai 1689 ebenda). Dem Ehepaar wurde am 27. November 1687 in Hannover die ältere Tochter Anna Ilse Hinüber geboren († 13. August 1743 in Horst), die am 9. Januar 1703 den kurhannoverschen Kriegskommissarius und Oberzahlkommissarius und Witwer Christian Hieronymus Meyer (Mejer; 1666–1722) heiratete. Die jüngere Tochter Anna Dorothea Hinüber (1697–1771) heiratete 1714 den Geheimen Kanzlei-Sekretär und Hofrat Arnold Ludwig Reinbold (1679–1735).